# Kåstrup Sogn
Kåstrup Sogn er et sogn i Thisted Provsti (Aalborg Stift).
I 1800-tallet var Kåstrup Sogn anneks til Hillerslev Sogn. Begge sogne hørte til Hillerslev Herred i Thisted Amt. Hillerslev-Kåstrup sognekommune blev ved kommunalreformen i 1970 indlemmet i Thisted Kommune.
I Kåstrup Sogn ligger Kåstrup Kirke.
I sognet findes følgende autoriserede stednavne:
- Ballerum (bebyggelse, ejerlav)
- Kåstrup (bebyggelse, ejerlav)
- Nørrekær (areal)